# 氷見カレー
氷見カレー（ひみカレー）は、富山県氷見市で提供・販売されている、煮干しを使ったご当地カレーである。

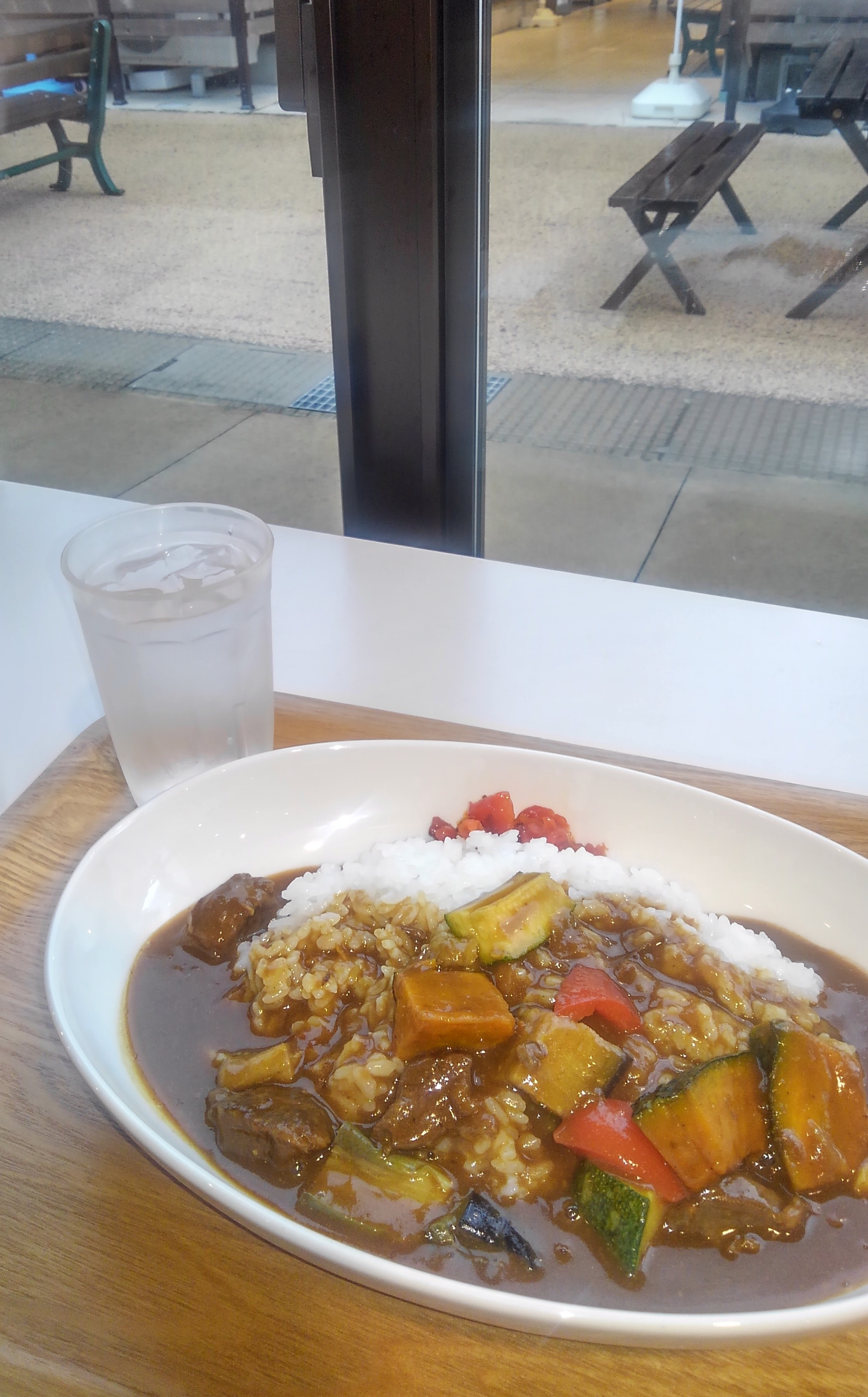
氷見カレーの一例
（ひみ番屋街内　洋食屋HALO）

## 概要
2008年5月16日夜に放送されたTBS系情報番組「ランキンの楽園」において、大食いクイーン・ギャル曽根が全国47都道府県のご当地レトルトカレーを全食した際、「氷見牛カレー」を一番に選んだことがきっかけとなり、氷見商工会議所がカレーによる町おこしを提唱。2008年12月4日、賛同した市内の飲食店が「氷見カレー学会」を結成した。2016年4月現在17店舗が加盟。〝シェフひろし〟の愛称で親しまれ、氷見市内でレストラン・ブルーキッチンを営む土居博が会長を務めていたが、現在では金谷和義が会長の座についている。
2011年春から、氷見カレーを応援する有志が集まり、氷見カレー部を発足。全店の制覇を目指し、毎月部員たちが集まり、カレーを食べ歩く部活動を行っている。また、氷見市の姉妹都市でもある長野県大町市で開催されたカレーイベントに参加したり、同じく市内で収穫される柿谷のリンゴや胡桃のミニトマトを利用したレトルト牛すじカレーを発売したりと、氷見市のご当地グルメとしての役割も果たしている。このレトルトカレーは、氷見市のふるさと納税の返礼品にもなっている。
2021年7月21日、日清食品より「カップヌードル 氷見カレービッグ」が発売された。富山県出身のバスケットボール選手である八村塁が関わっており、八村の顔がパッケージに描かれている。

## 特徴
氷見カレーの定義は、「氷見産の煮干しを利用すること」一点のみである。そのため、具材も氷見牛を利用するものもあれば魚介類を利用するものもあるなど、幅が広い。更に、カレーライス以外にもカレーうどんやカレーラーメン、更にカレーハンバーグや、カレーパスタ、カレー唐揚げ、カレーポテト、カレー焼きうどんなど、店舗によって多様な氷見カレーが提供されている。なお、ほとんどの店舗は氷見市内に所在しているが、同じくご当地ものである氷見うどんを提供していることから、隣接する高岡市の「盛盛』にも氷見カレーうどんとして提供している。

後に、氷見カレー公式キャラクター『ヒミオ』が誕生した。会員そして一般販売用『にぼしこ』の商品を販売した。